# Slaget ved Griswoldville
Slaget ved Griswoldville var det første slag i Shermans march mod havet og blev udkæmpet den 22. november 1864 under den amerikanske borgerkrig. En brigade fra unionshæren under brigadegeneral Charles C. Walcutt fra Charles R. Woods division, besejrede en lille konfødereret infanteridivision under brigadegeneral Pleasant J. Philips. ved Griswoldville i nærheden af Macon, og fortsatte sin fremrykning mod Savannah.

## Baggrund
Sherman, som havde sejret i den langvarige Atlanta kampagne havde genudrustet sin hær og havde netop forladt Atlanta i Georgia på et felttog, som skulle nå Atlanterhavets kyst ved Savannah. Højre fløj af Shermans hær var Army of the Tennessee, under ledelse af generalmajor Oliver O. Howard. Den mødte første gang modstand mod sin fremrykning i Griswoldville. Walcutt fik ordre til at demonstrere med sin brigade (2. Brigade, af 1. division i 15. Korps) med seks regimenter og et artilleribatteri (Battery B, 1. Michigan), i retning af Macon for at få overblik over fjendens tropper i den retning. Unionskavaleri under brigadegeneral Hugh Judson Kilpatrick havde angrebet Griswoldville den 21. november og erobret et tog med 13 vogne læsset med militærforsyninger, hvorefter de havde brændt stationen og nogle fabriksbygninger af.

## Slaget
Tidligt den 22. november angreb en styrke af konfødereret kavaleri under generalmajor Joseph Wheeler det 9. Pennsylvania kavaleriregiment på Gordon Road, dræbte en, sårede to og tog 18 kavalerister til fange. Unionskavaleriet angreb de konføderede og drev dem 1½ km tilbage over en mindre flod, hvor de stødte på fjenden opstillet til kamp. De konfødererede rykkede frem og trængte unionens skyttelinje tilbage, men 9. Pennsylvania og 4. Kentucky kavaleriregimenterne gennemførte et angreb med dragne sabler som tvang de konfødererede til at trække sig tilbage til deres stillinger. På dette tidspunkt sluttede Walcutts infanteribrigade og artilleri batteri sig til kavaleriet.
Walcutt sendte en stærk skyttelinje frem, og den drev de konfødererede tilbage gennem Griswoldville hvorefter han efter ordre fra divisionschefen, brigadegeneral Charles R. Woods faldt tilbage til Duncan farmen og tog opstilling i skovkanten med en åben mark foran sig og flankerne beskytte af en sump. Her byggede han en barrikade af sveller og træstammer og omkring kl. 14 blev han angrebet af Wheelers kavalerikorps med støtte fra tre brigader af Georgias milits under ledelse af brigadegeneral Pleasant J. Philips. Et artilleribatteri blev også bragt frem.
Den konfødererede milits rykkede frem i tre kompakte linjer, men blev mødt med en regn af kardæsker. Det lykkedes dem imidlertid at nå en slugt omkring 70 meter fra Walcutts barrikade, hvor de reorganiserede deres linjer og hvorfra de foretog tre desperate angreb på Unionens stilling. Alle tre angreb blev slået tilbage med store tab. De konfødererede forsøgte derpå at omgå unionstroppernes flanker, men opdagede at disse var godt beskyttede af kavaleri og trak sig tilbage til slugten, hvor de blev indtil det blev mørkt, hvorefter de trak sig tilbage fra slagmarken. General Walcutt blev såret i begyndelsen af kampen og ledelsen af brigaden overgik til oberst R. F. Catterson fra det 97. Indiana Infanteri regiment.

## Efterspil
Unionens tab var på 13 døde, 79 sårede og 2 savnede. De konfødererede tab estimeres til 51 døde, 422 sårede og 600 fangne. General Shermans march mod havet fortsatte.

## Eksterne kilder
32°52′12″N 83°29′20″V / 32.87011°N 83.48896°V